# كلود كاريغنان
كلود كاريغنان هو سياسي كندي، ولد في 4 ديسمبر 1964 في شومبلان في كندا. نشط حزبياً في حزب المحافظين الكندي. وقد انتخب Representative of the Government in the Senate ‏ (20 أغسطس 2013 – 3 نوفمبر 2015) وانتخب عضو مجلس الشيوخ الكندي ‏.